# Puzur-Aszur III
Puzur-Aszur III (akad. Puzur-Aššur, tłum. „Ochroną jest bóg Aszur”) – władca asyryjski, syn i następca Aszur-nirari I. Panował w XVI w. p.n.e. W zależności od kopii Asyryjskiej listy królów rządzić miał przez 14 lat (kopia A) lub 24 lata (kopia C).
Władca ten znany jest z kilku inskrypcji odkrytych w mieście Aszur. W jednej z nich występuje on jako ten, który odrestaurował jedno z pomieszczeń w świątyni bogini Isztar. Według innej odnowić miał on też jedną z bram miejskich. W inskrypcji późniejszego władcy, Aszur-bel-niszeszu (1417-1409 p.n.e.), Puzur-Aszur III wymieniany jest jako ten, który otoczył murami południowe przedmieścia Aszur, które w ten sposób, pod nazwą "Nowego Miasta" (akad. alu eššu), stały się jego częścią.
Puzur-Aszur III jest pierwszym asyryjskim władcą, który pojawia się w Kronice synchronistycznej. Według niej miał on być współczesny Burna-Buriaszowi I, kasyckiemu władcy Babilonii, z którym miał wyznaczyć przebieg asyryjsko-babilońskiej granicy.